# Аренс, Генрих
Ге́нрих А́ренс (нем. Heinrich Ahrens; 14 июля 1808, Кништедт — 2 августа 1874, Зальцгиттер) — немецкий философ и правовед, ученик Карла Краузе.

## Биография
Аренс родился 14 июля 1808 года в Кништедте, близ Зальцгиттера, в Ганновере. Окончил курс в Гёттингене, где примкнул к философской школе Краузе и с 1830 года состоял приват-доцентом.
Участие в гёттингенских беспорядках заставило его в 1831 году покинуть Гёттинген. Он поселился сначала в Брюсселе, потом в Париже, где занимался научно-философскими исследованиями и читал лекции по философии права и психологии.
Осенью 1834 года он получил приглашение занять должность профессора на кафедре в Брюсселе; там же он обработал для печати свои парижские лекции, в которых излагались главнейшие основы системы Краузе, и издал их под заголовком «Cours de psychologie» (2 т., Пар., 1837-38). Вслед за ними появился его «Cours de droit naturel» (Пар., 1838; 7 изд. 2 т. Лейпц., 1875), переведенный на многие языки. В 1848 году избирательный округ его родины послал Аренса своим представителем в национальное собрание, созванное во Франкфурте-на-Майне, где он был избран членом учредительного комитета. По своим воззрениям Аренс принадлежал к великогерманской партии и впоследствии, когда национальное собрание переместилось в Штутгарт, он вместе с прочими ганноверскими депутатами вышел из него. В 1850 году Аренс был приглашён на кафедру философии права и государствоведения в Грац, а в 1852 году получил должность на кафедре нравственной философии и политики в Лейпциге. В Граце он подготовил к печати свой ранее переведенный на немецкий язык «Cours de droit naturel» и издал его под заглавием: «Die Rechtsphilosophie oder das Naturrecht auf philos.-anthropol. Grundlage» (Вена, 1851).
Вторую часть этого сочинения составляет «Die organische Staatslehre» (т. I, Вена, 1850). Шестое его издание, кардинально переработанное, включает в себя государственное право и основы международного права и появилось под заглавием «Naturrecht oder Philosophie des Rechts und Staats, auf dem Grunde des ethischen Zusammenhangs von Recht und Kultur» (2 т., Вена, 1870-71 г.). В своей «Jurist. Encyklopädie» (Вена, 1855-57) он сделал попытку обосновать своё органическое учение о праве и государстве с точки зрения положительного права. Сразу за после издания она была переведена на итальянский и польский языки, а вскоре последовал и русский перевод (Юридическая энцикл., 2 вып., Москва, 1862-63). Последним его трудом был «Die Abwege in der neuern deutschen Geistesentwickelung und die notwendige Reform des Unterrichtswesens» (Прага, 1873). + 2 августа 1874 года в Зальцгиттере. Аренс занимает видное место в истории философии права как самый выдающийся представитель органического учения о праве и государстве.
Своё учение он развивал, исходя из основного положения, что общественный союз представляет собою организм, в котором все части и функции находятся между собою в такой неразрывной связи, что благосостояние или поражение одной части или функции отзывается на всех других и на целом. Отсюда воззрение на право как на систему соотношений между различными общественными элементами, имеющую целью обеспечить как свободное развитие всего общественного организма, так и полное осуществление индивидуальных благ и интересов. Право он изучает в неразрывной органической связи с прочими сферами жизни — религией, нравственностью, наукой, воспитанием, промышленностью и искусством, которые являются лишь различными проявлениями идеи божественного, а в государстве он видит организм, предназначенный для осуществления права. Но задачу государства он не ограничивает одним лишь установлением и охранением юридического порядка и разрешением столкновений между частными лицами посредством судебной власти, а наряду с этой главной и непосредственной его целью признает ещё за государством право и обязанность содействовать национальному благосостоянию. При этом, он предостерегает государство от принятия на себя инициативы и творческой роли в деле развития народного благосостояния, а ставит ему задачей устранение препятствий к правильному развитию личных сил и притом таких препятствий, которые не могут быть устранены частной предприимчивостью.